# 1392
1392 (MCCCXCII) je bilo prestopno leto, ki se je po julijanskem koledarju začelo na ponedeljek.

## Dogodki
- Timurlenk opleni Bagdad

## Rojstva
- Flavio Biondo, italijanski humanist in zgodovinar († 1463)

## Smrti
- 2. februar - Neža Habsburška, poljska kneginja (* 1322)
- 25. marec - Hosokava Jorijuki, japonski samuraj, državnik (* 1329)
- 22. november - Robert de Vere, angleški plemič, vojvoda Irske, 9. grof Oxford (* 1362)

Neznan datum
- John Arderne, angleški kirurg (* 1307)
- Lalla, indijska hindujska pesnica in mistikinja (* 1320)
- Poeun, korejski državnik in filozof (* 1337)